# Biserica Schimbarea la Față din Mănărade
Biserica Schimbarea la Față din Mănărade este un monument istoric aflat pe teritoriul satului aparținător Mănărade, municipiului Blaj. În Repertoriul Arheologic Național, monumentul apare cu codul 1428.02.

## Localitatea
Mănărade (în germană Donnersmarkt, în trad. „Târgul de Joi", „Joia", în maghiară Monora, Monorád) este un sat ce aparține municipiului Blaj din județul Alba, Transilvania, România. Localitatea este atestată documentar din anul 1205, cu denumirea Monera.

## Istoric și trăsături
Lăcașul de cult a fost edificat în anul 1737 și este împărțit în altar, naos și pronaos. Pictura murală ce acoperă conca altarului are inscripționat anul 1738. Iconostasul, cu ușile sale diaconești și diaconești, este precedat de o solee circulară. Biserica prezintă un monumental turn neoclasic. Coiful este în trei registre. Primul registru este de factura unui tor de mari dimensiuni, purtat de un trunchi de piramidă aplatizat. Al doilea registru este de forma unui paralelipiped dreptunghic, cu muchiile ușor concave. Al treilea registru este o piramidă cu bază pătrată, încoronată de un crucifix. Acoperișul este în două ape pentru naos și pronaos și se articulează cu acoperișul altarului.

## Imagini

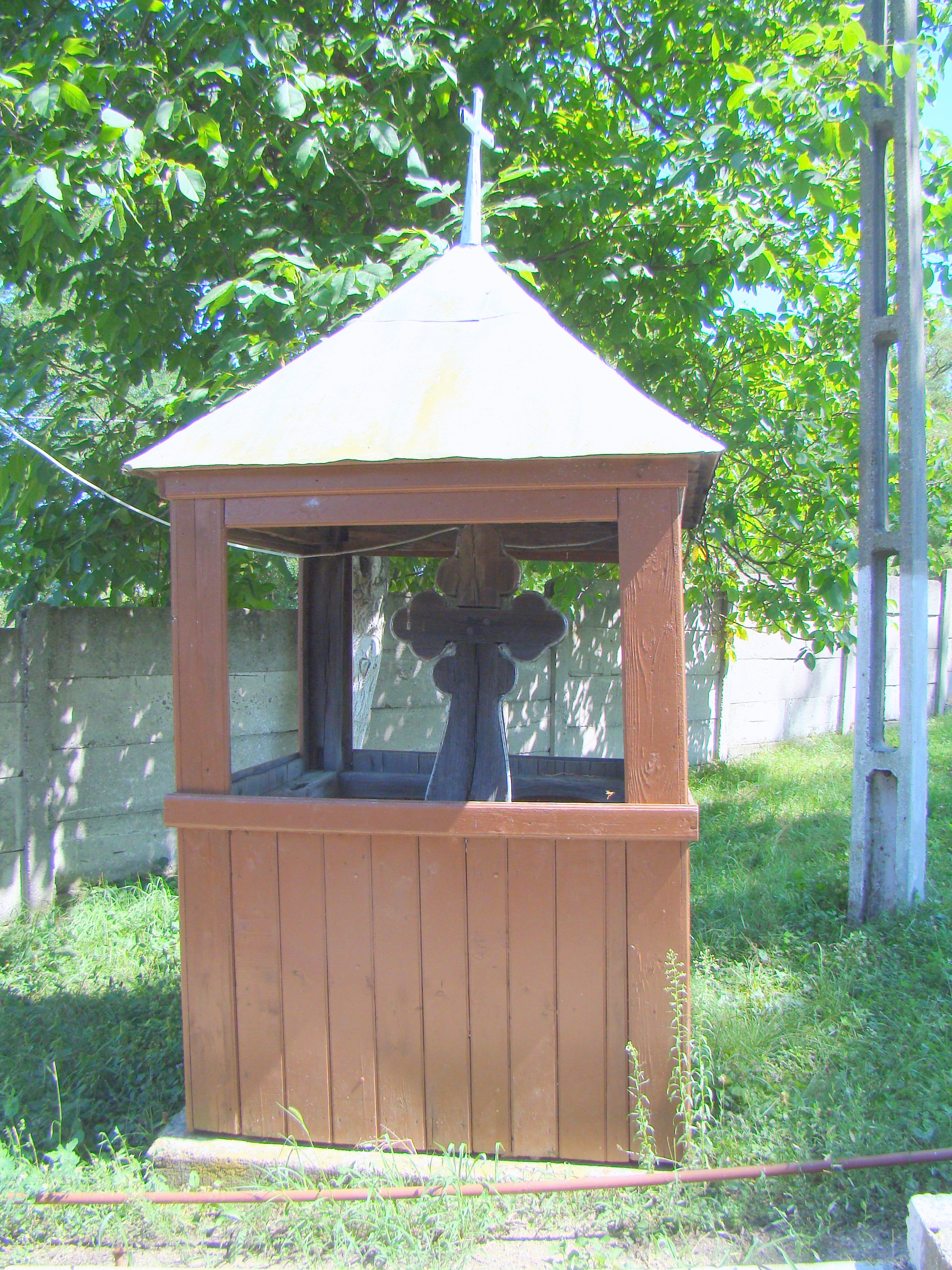
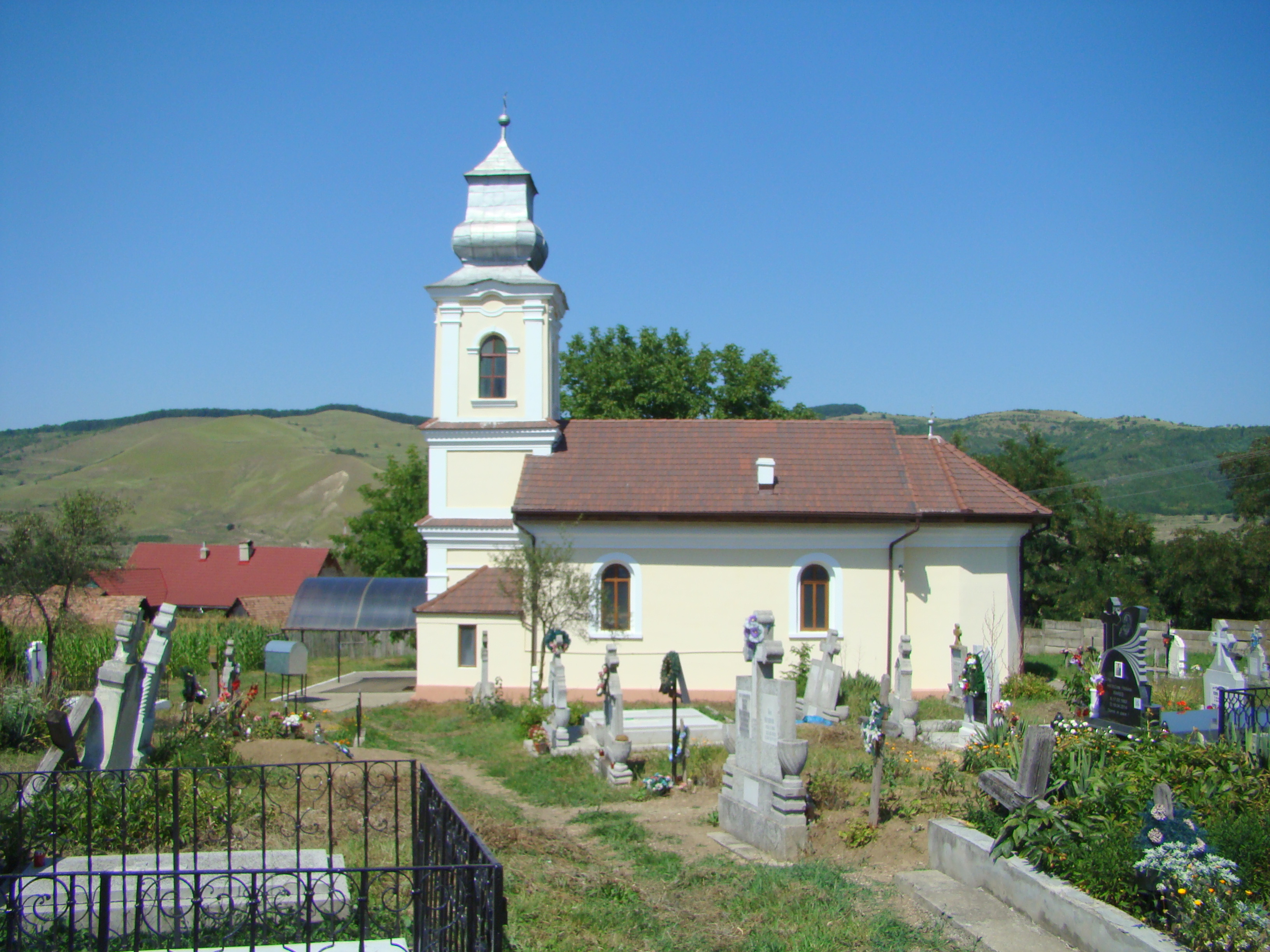
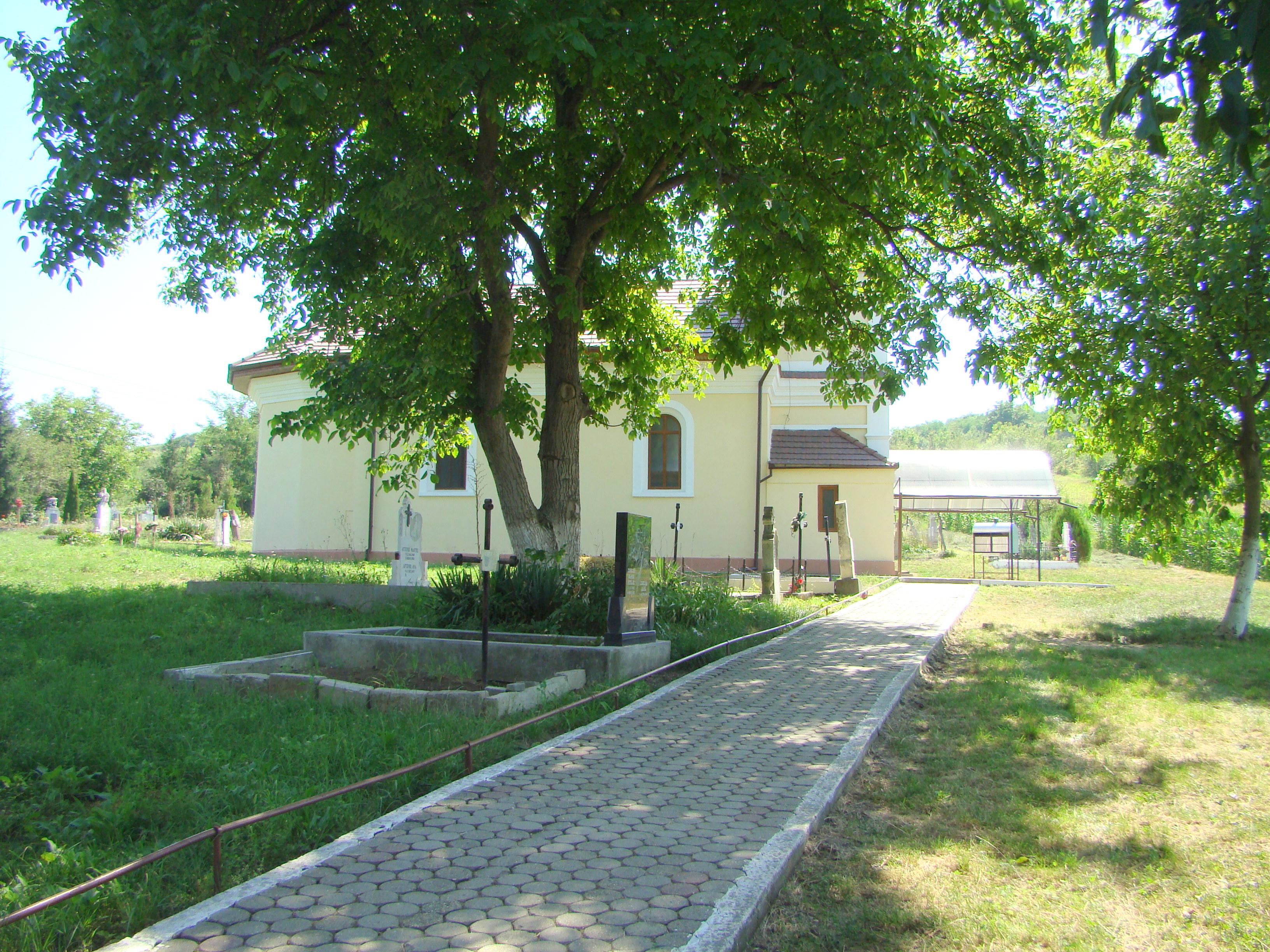
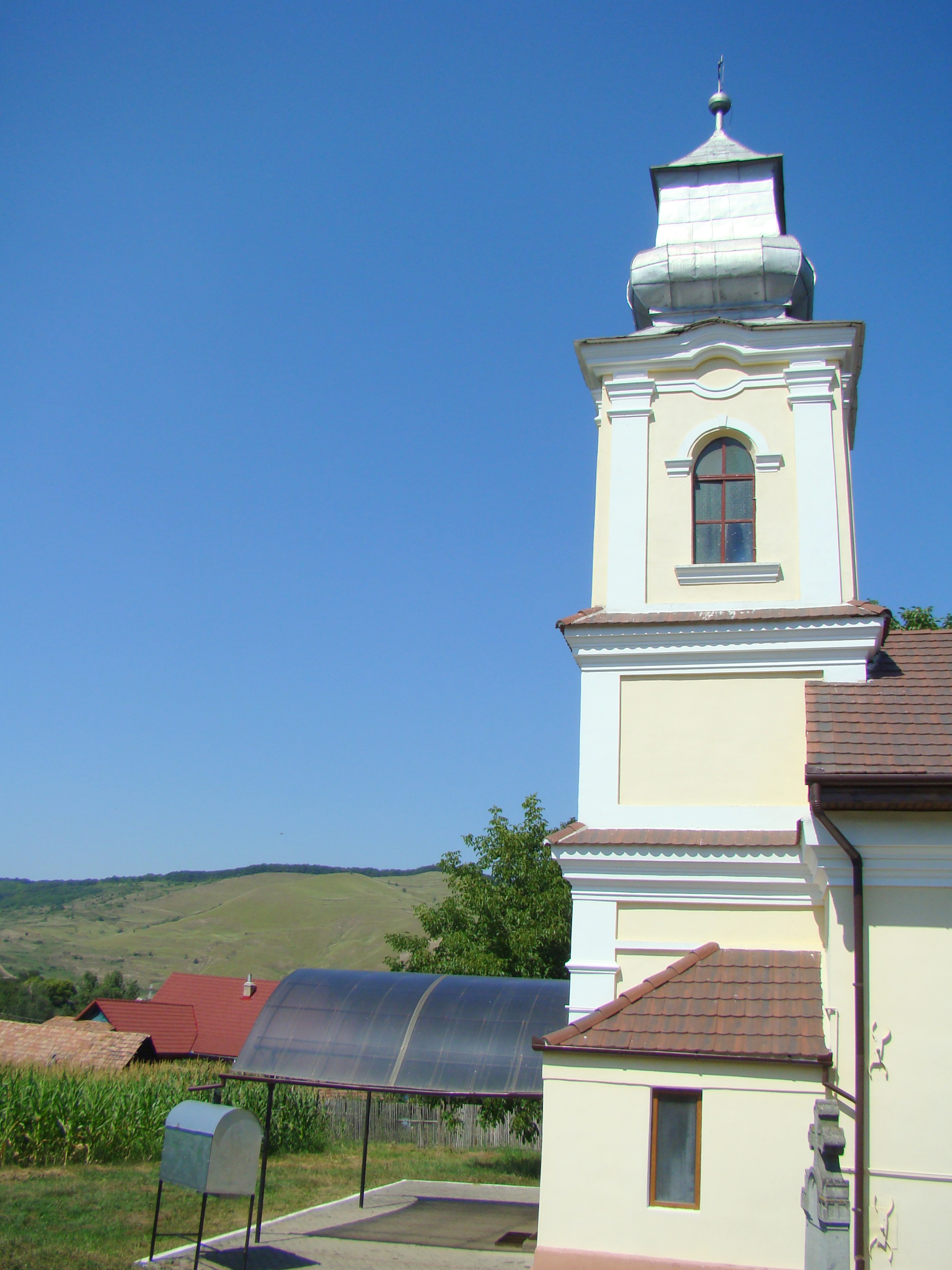
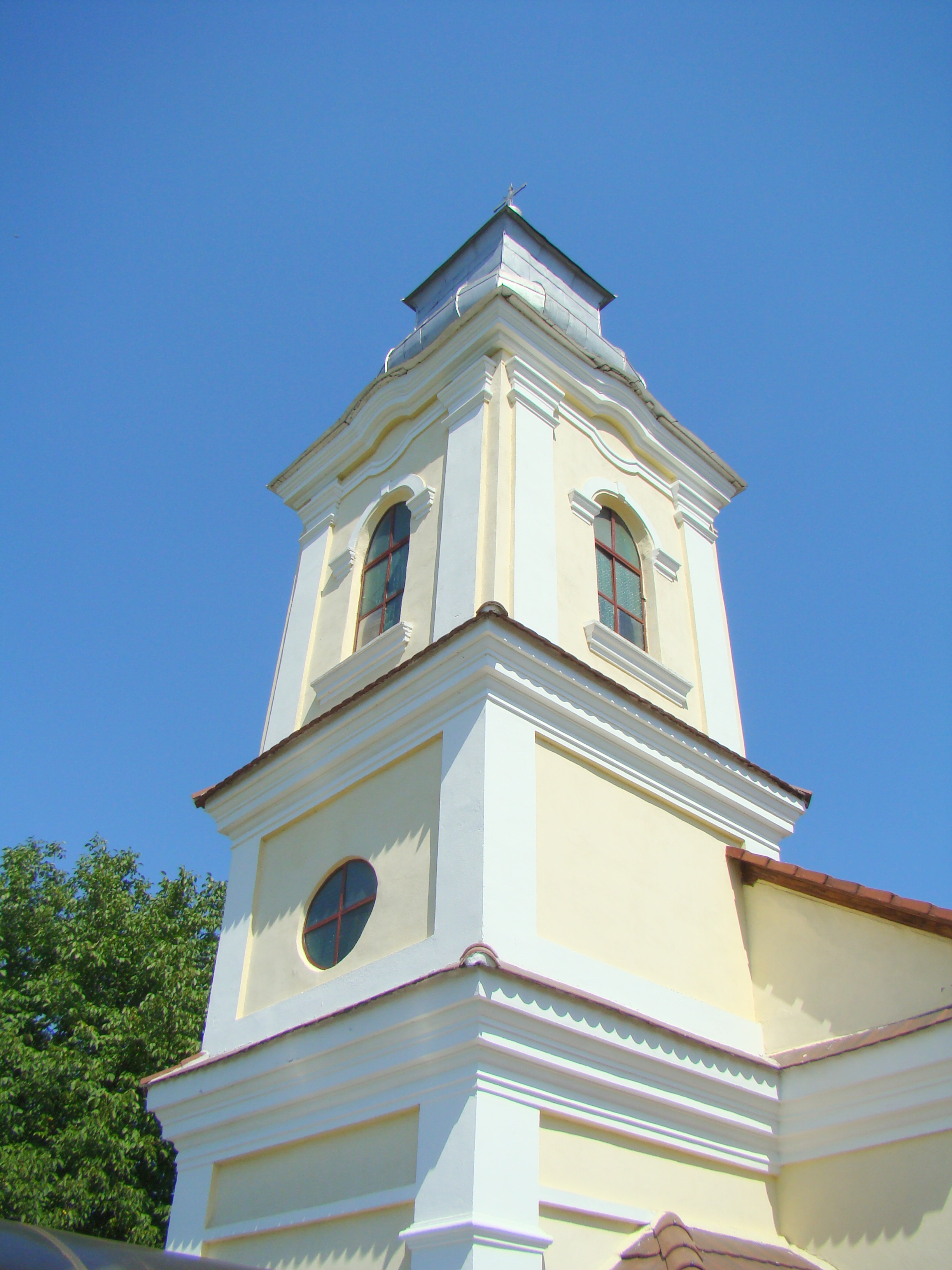
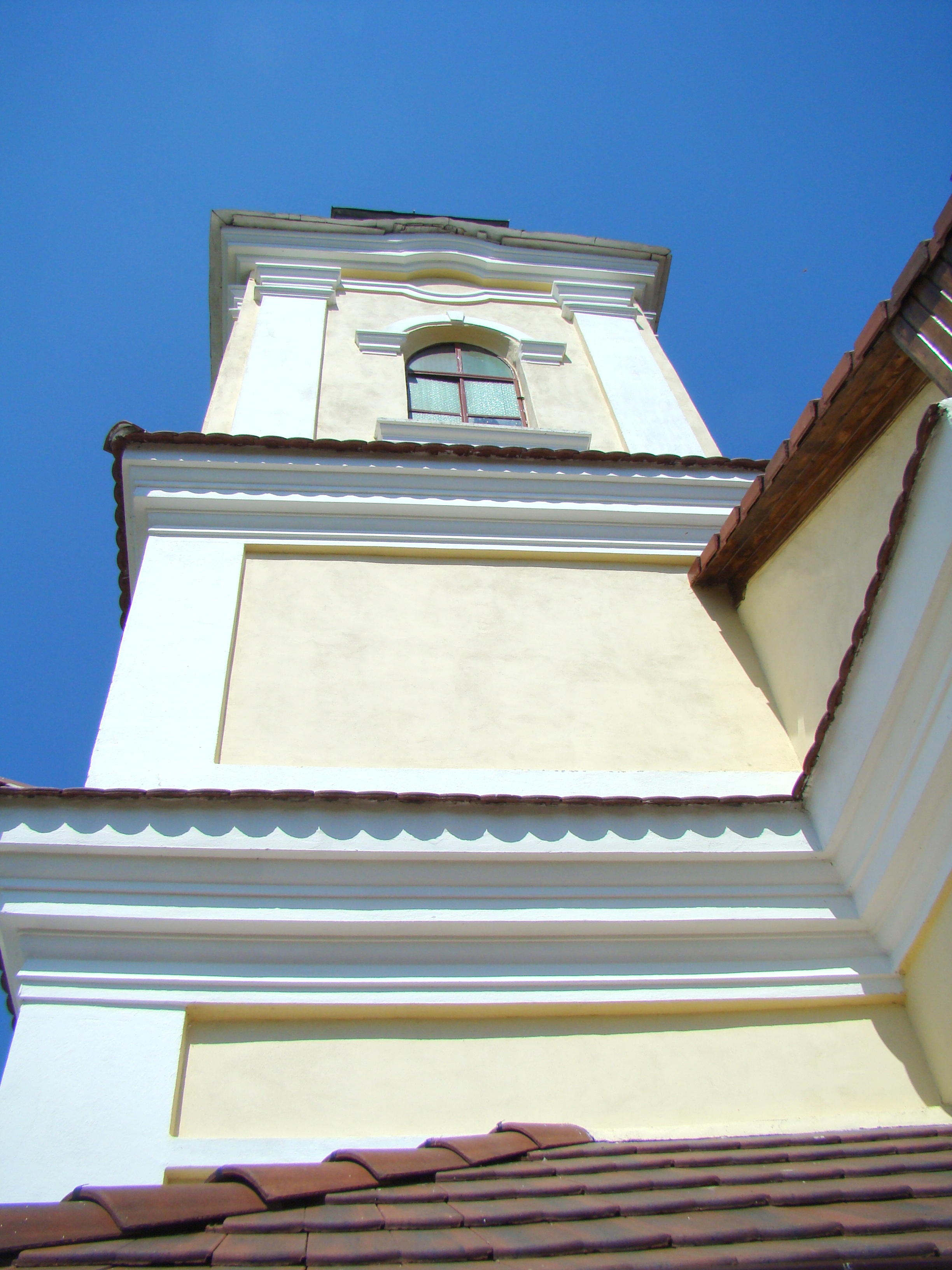
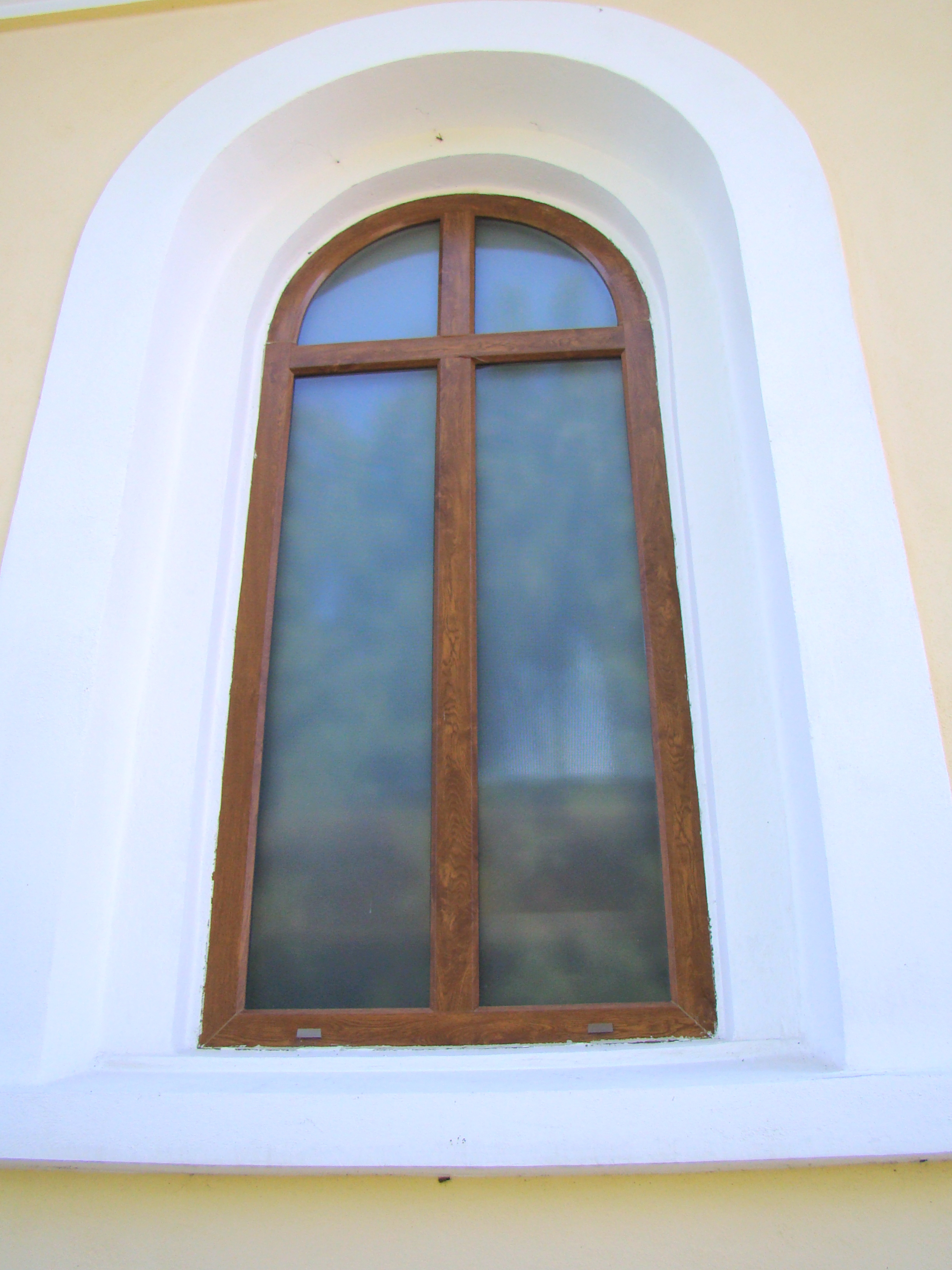
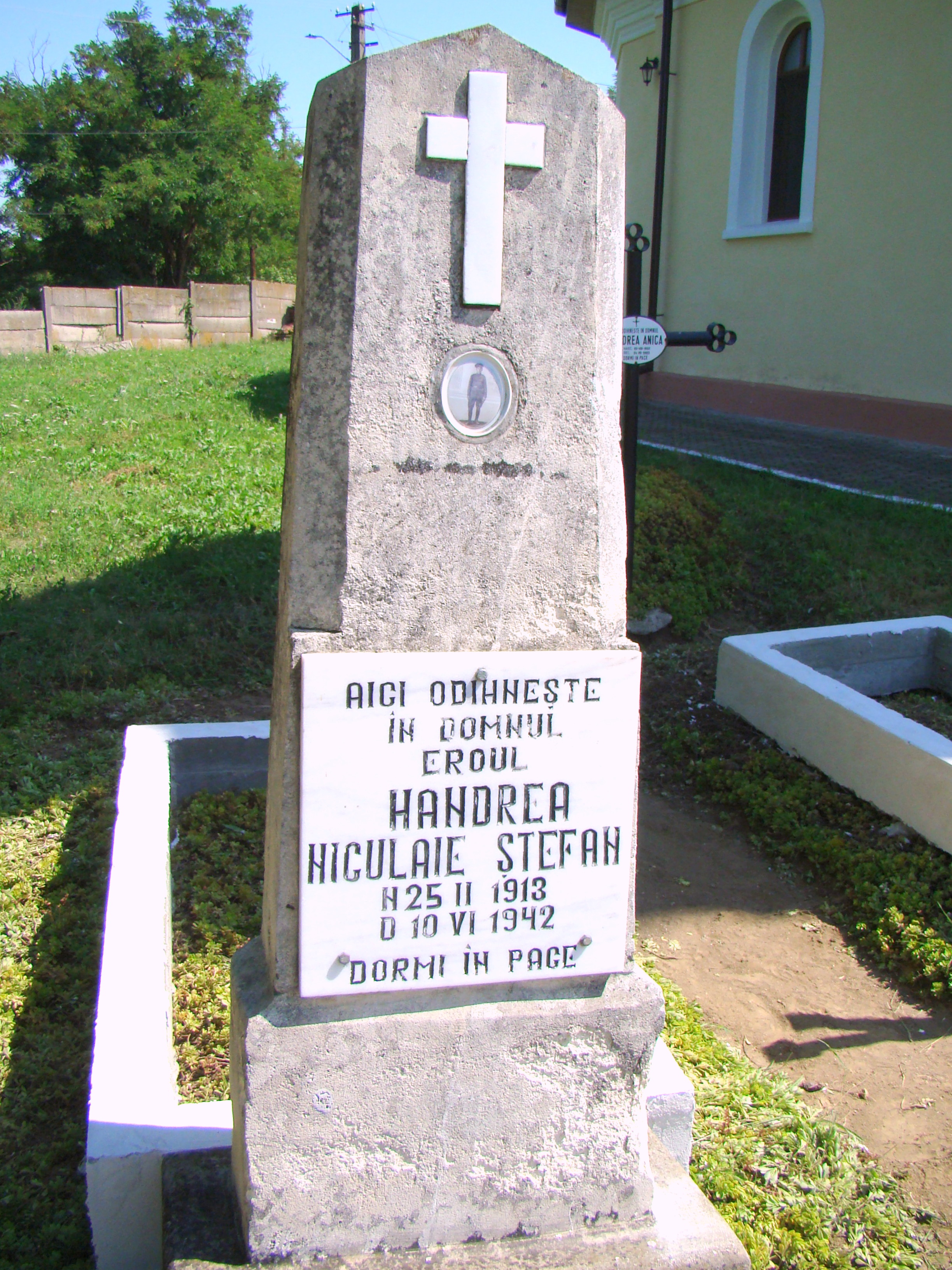
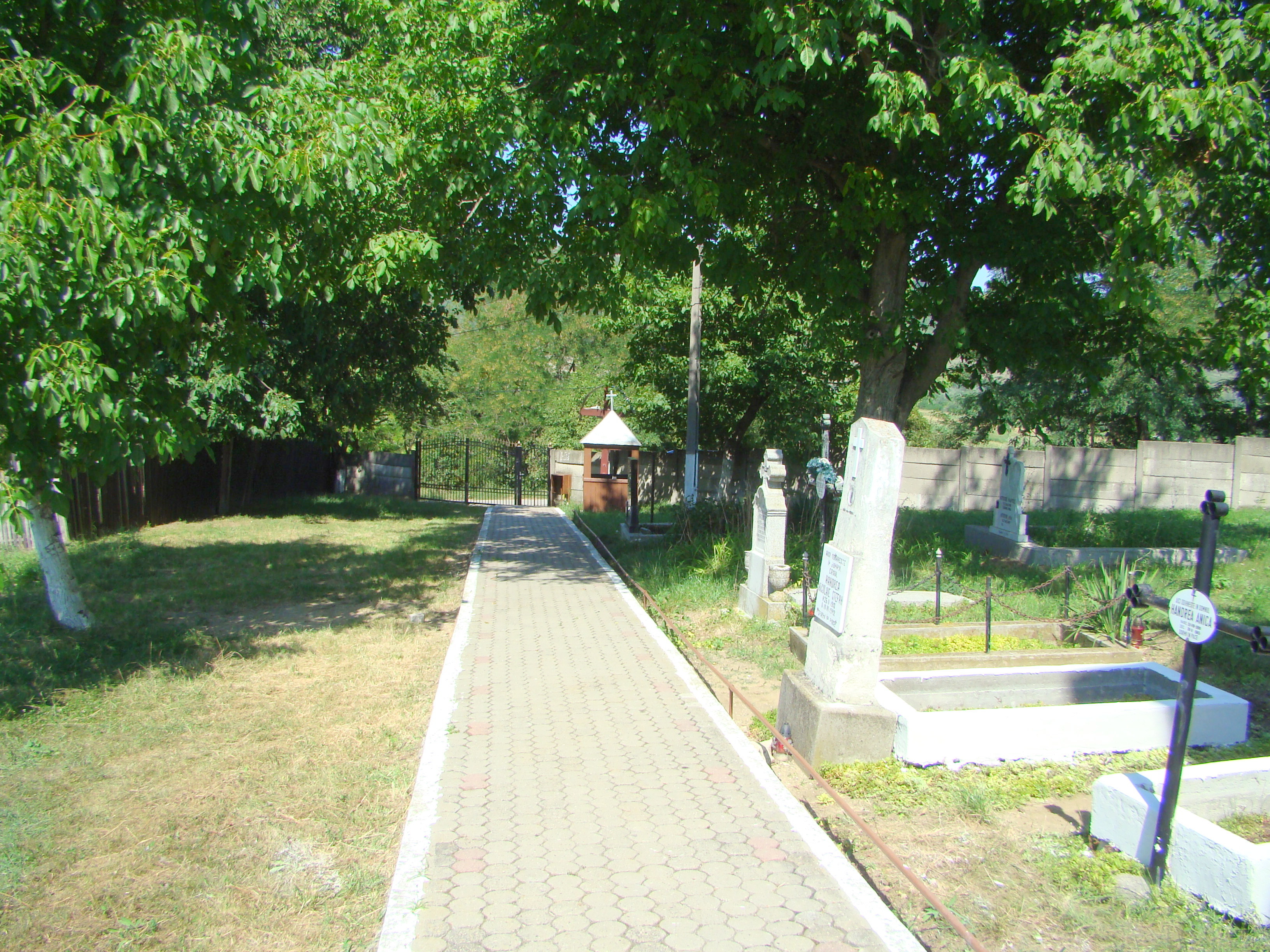
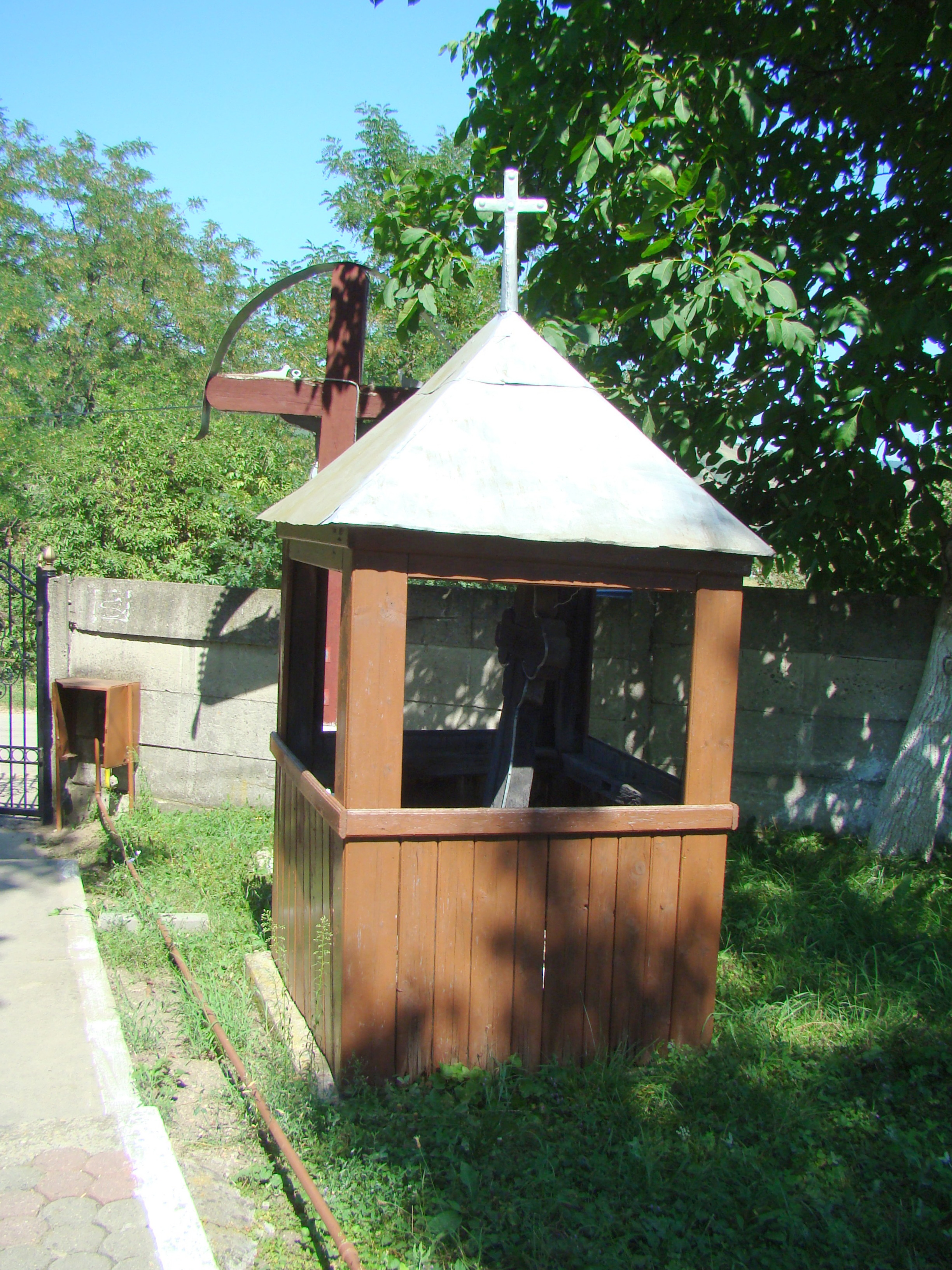
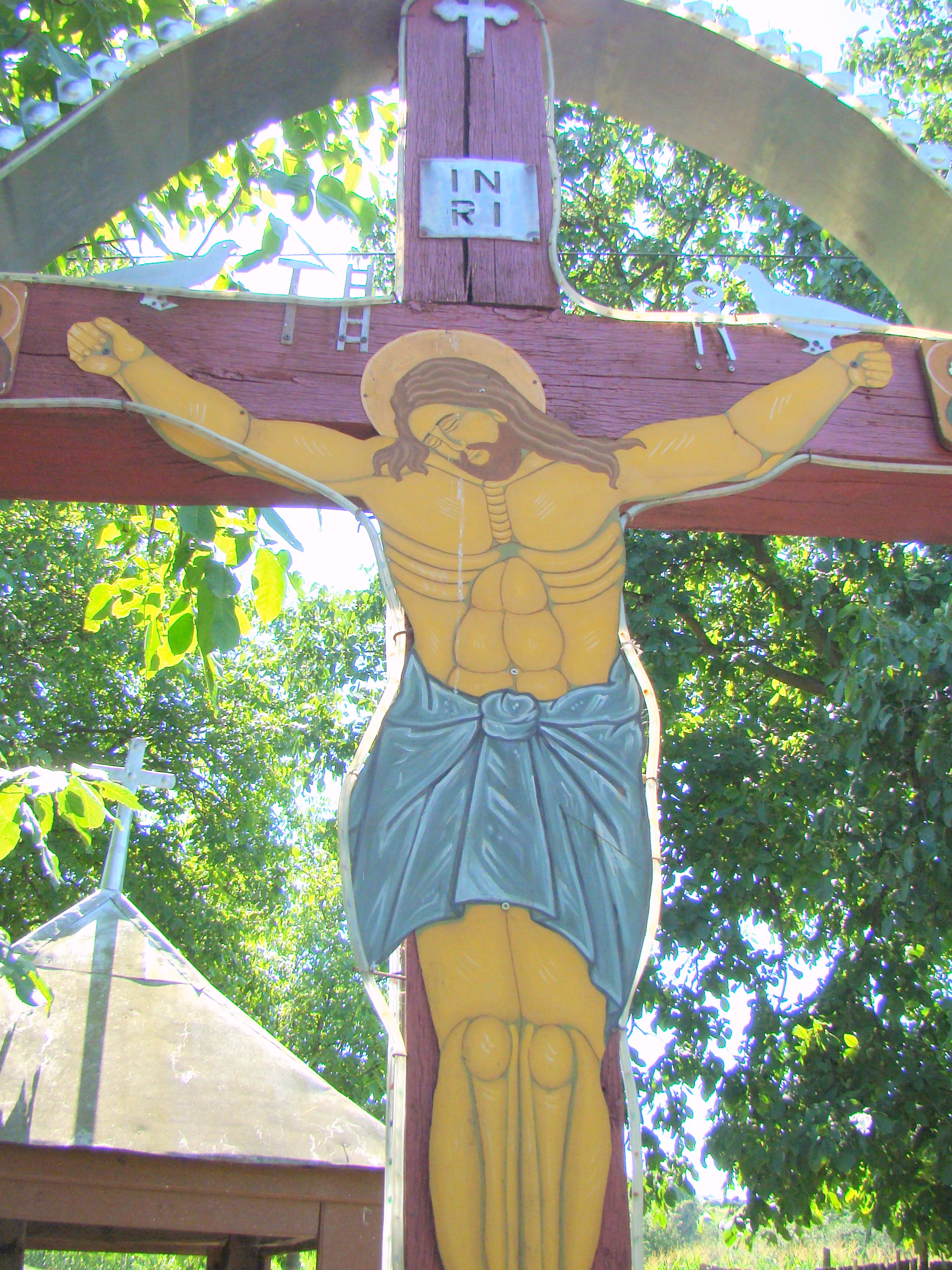
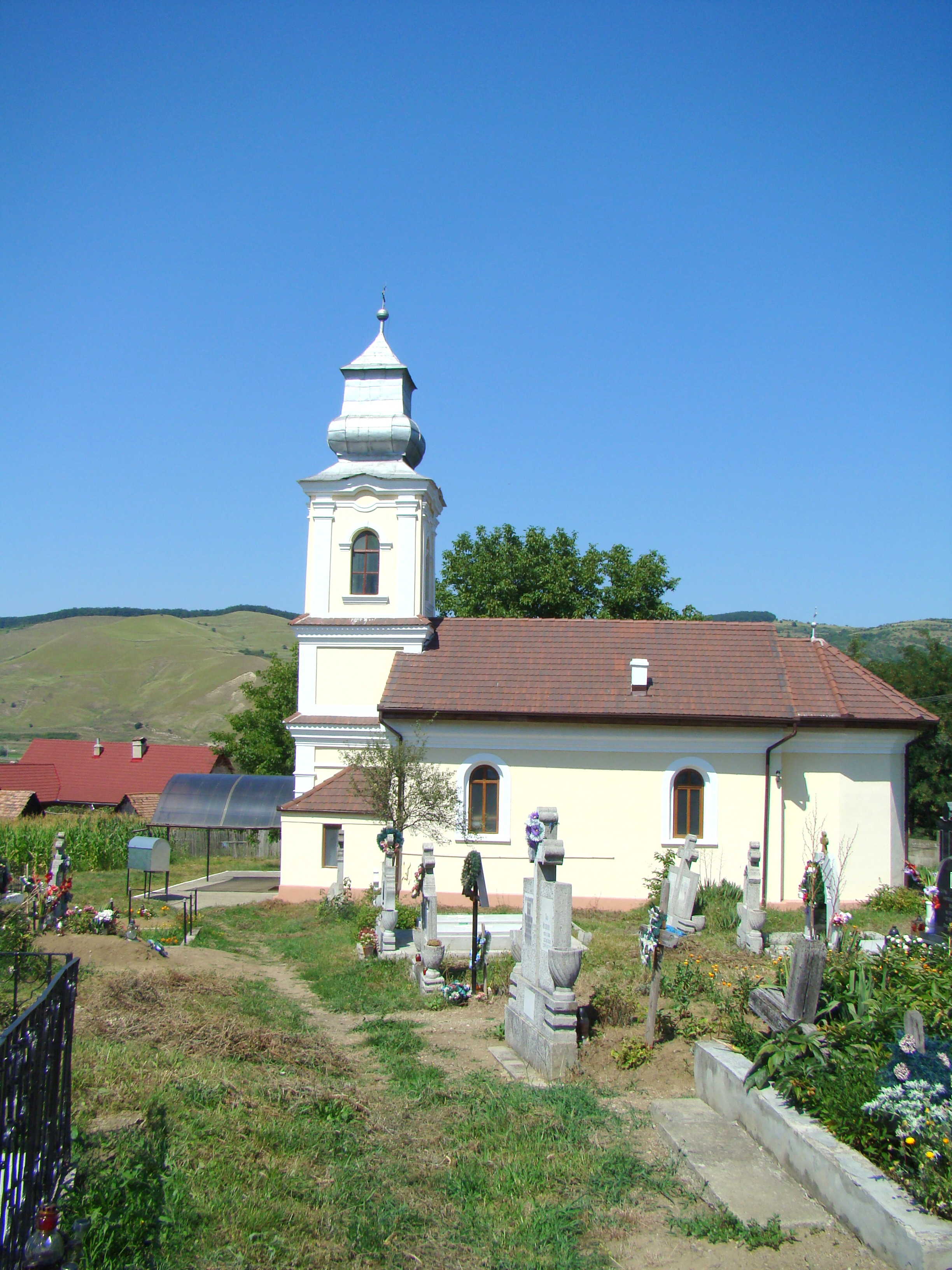

## Vezi și
- Mănărade, Alba